# Marowijne

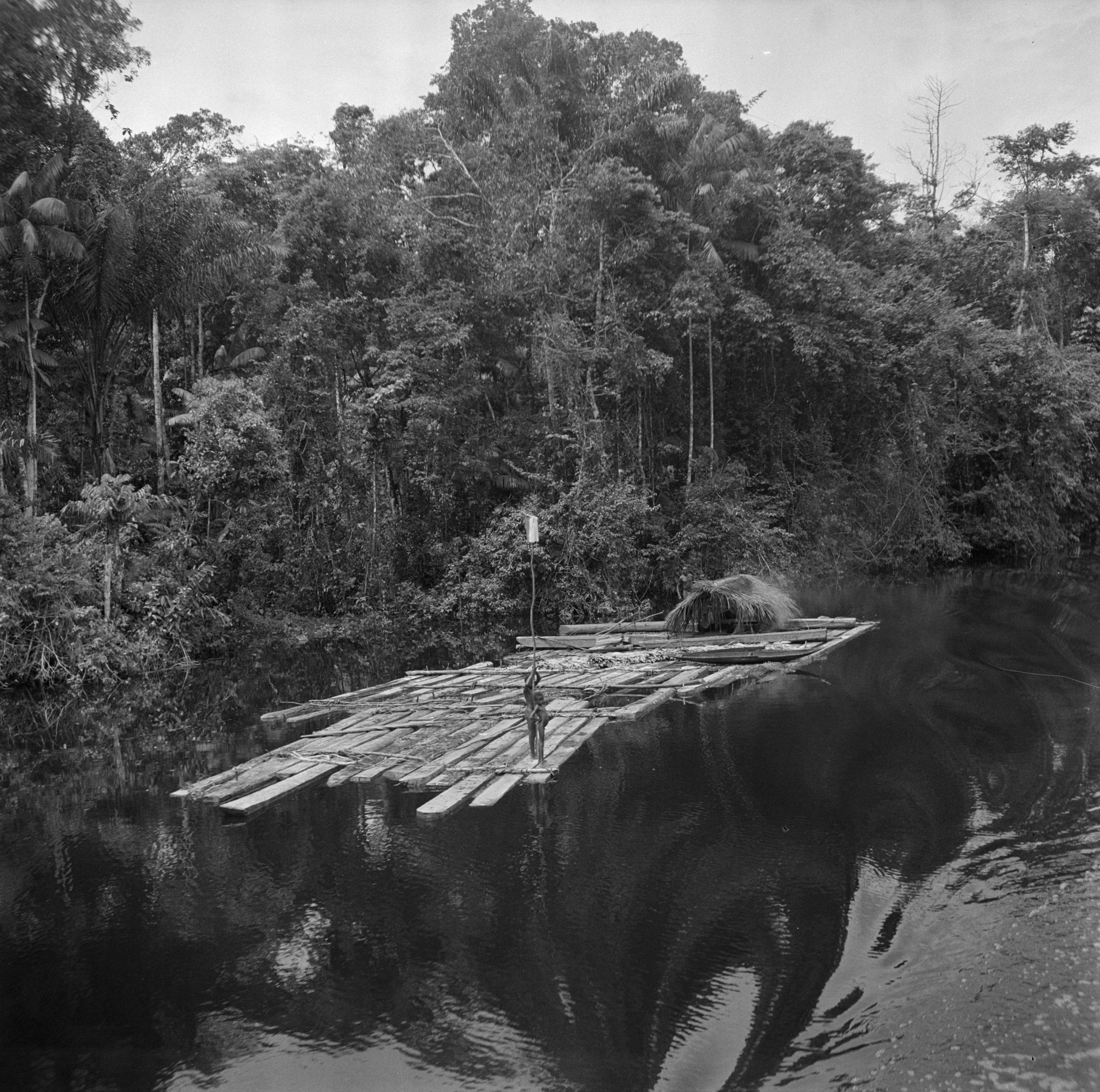
Deux enfants djukas sur un radeau, dans le district de Marowijne en 1947 (Archives nationales néerlandaises)

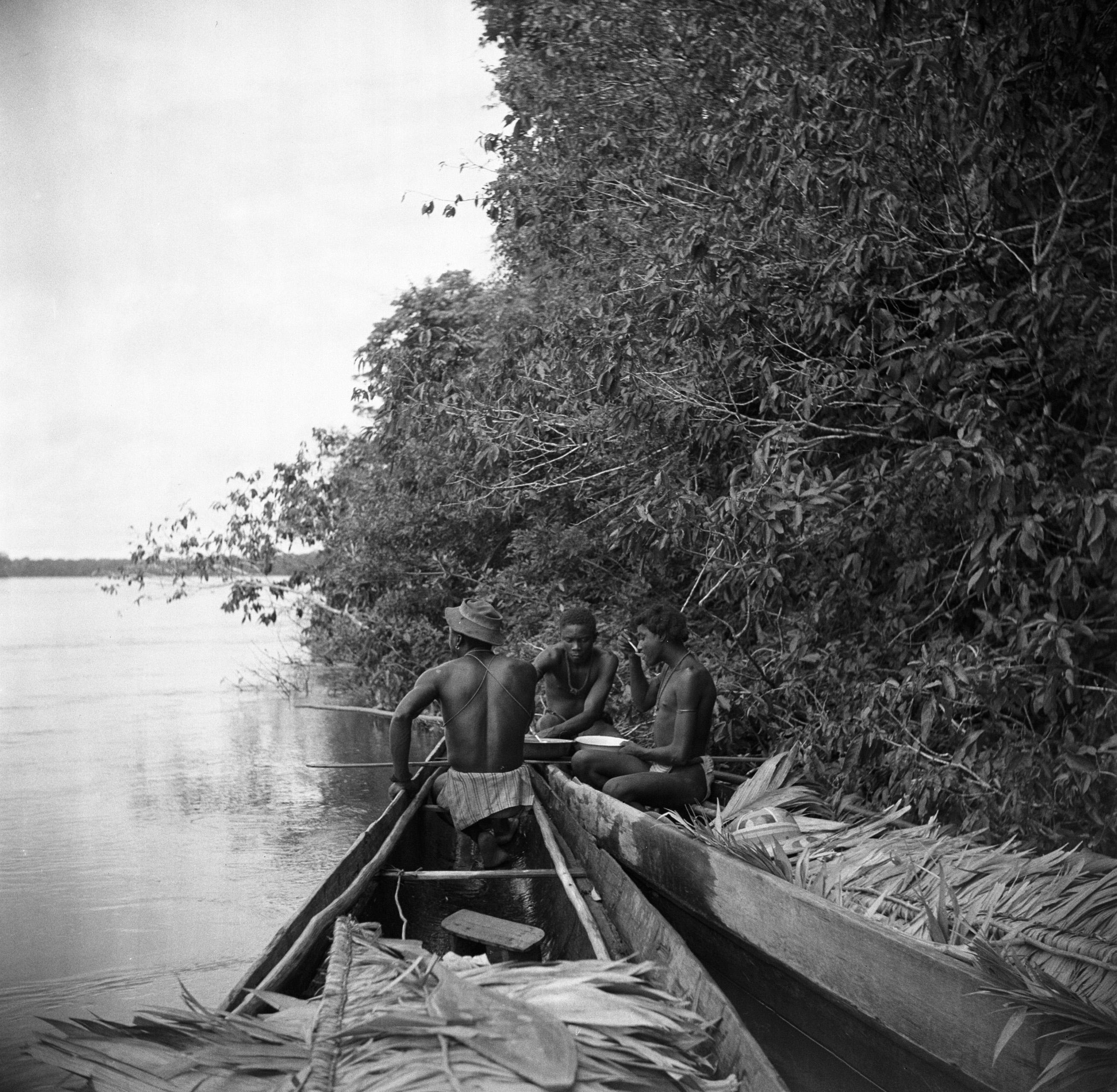
Pirogue à l'arrêt pour un repas, sur la rive du Maroni, en 1947, dans le district de Marowijne

Marowijne est un district du Nord-Est du Suriname tirant son nom du fleuve Maroni, Marowijne en néerlandais situé en partie en zone estuarienne. Sa capitale est Albina, les autres villes importantes sont Moengo et Wanhatti. Situé en bordure de l'océan Atlantique, il est limitrophe de la Guyane française à l'est (Awala-Yalimapo, Saint-Laurent-du-Maroni, Mana) et des districts surinamais de Sipaliwini au sud et de Commewijne et Para à l'ouest.
La population s'élève à 20 250 habitants pour une superficie de 4 627 km2.
Au début du XXe siècle de la bauxite fut découverte dans la région se traduisant par un boom économique qui enrichit la colonie néerlandaise tout entière. Le district dispose à l'heure actuelle d'importantes infrastructures touristiques.
Le Marowijne est principalement peuplé de Kali'na, une ethnie amérindienne et de noirs marrons, descendant d'esclaves d'origine africaine s'étant échappés des plantations surinamaises au XVIIIe siècle. On y trouve aussi une population (matrilinéaire) de Ndjukas, également issue du marronnage et parlant un créole fortement teinté d'anglais classé dans le groupe linguistique nengee tongo (regroupant l’aluku, le ndjuka et le pamaka).

## Subdivisions

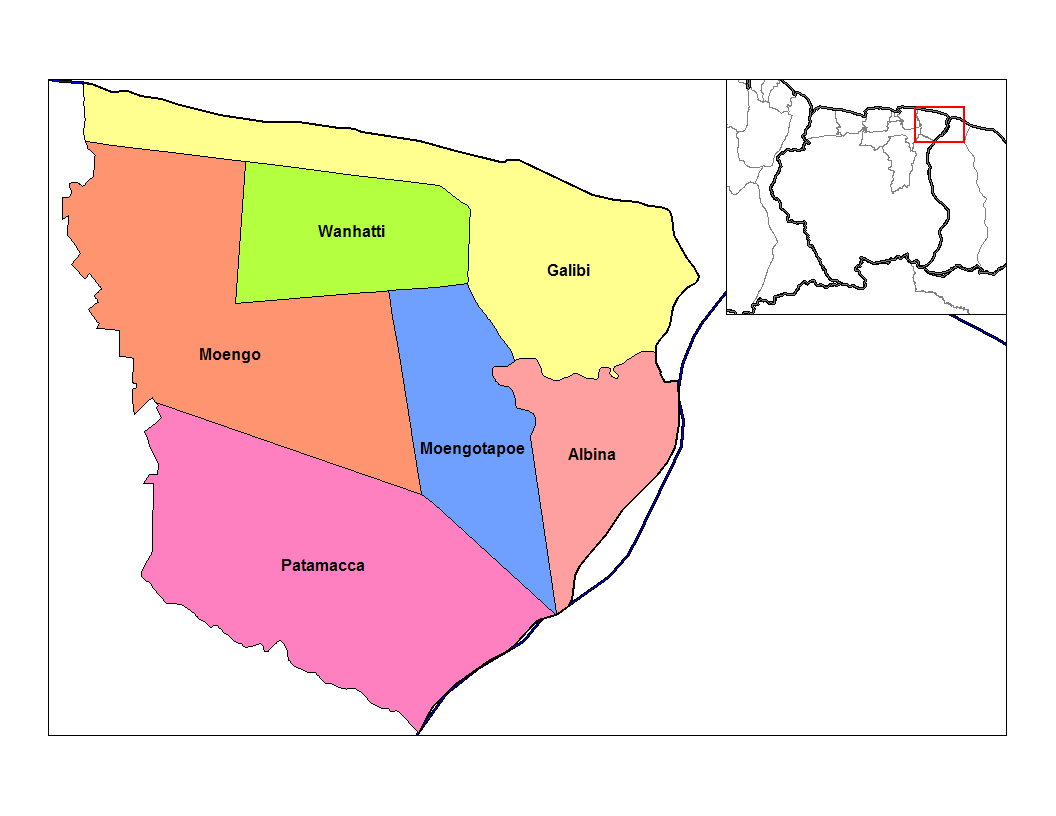
Subdivisions du Marowijne

Le district comporte six subdivisions (ressorten) :
- Albina
- Galibi
- Moengo
- Moengotapoe
- Patamacca
- Wanhatti